# Tossal de les Venes
El Tossal de les Venes és una muntanya de 584 metres que es troba al municipi de Montblanc, a la comarca de la Conca de Barberà.